# Tomb Raider III
Tomb Raider III - Adventures of Lara Croft is het derde deel in een serie van computerspellen gepubliceerd door Eidos Interactive en ontwikkeld door Core Design, waarin de avonturen van vrouwelijke archeoloog Lara Croft centraal staan. Dit deel werd uitgegeven voor pc en PlayStation. Datum van uitgave voor pc: 23 november 1998, voor PlayStation: 24 november 1998.

## Het verhaal
Lara Croft gaat op zoek naar artefacten uit het binnenste van een meteoor, die miljoenen jaren geleden in Antarctica is neergekomen en volgens de geruchten leven schenkt. Ze reist daarvoor naar de oerwouden van India, Area 51 in Nevada, een eiland in de Stille Zuidzee, Londen en Antarctica.
Het spel bestaat uit 20 levels in 5 delen.

## Recensies
| Recensiescore             | Recensiescore         |
| Recensieverzamelaar       | Score                 |
| ------------------------- | --------------------- |
| Metacritic                | 76/100                |
| Publicist                 | Score                 |
| Computer and Video Games  | 5/5 sterren           |
| Electronic Gaming Monthly | 27/40                 |
| Famitsu                   | 30/40                 |
| GameSpot                  | 7.5/10                |
| GameRevolution            | C+                    |
| IGN                       | 8/10 (PC) 7.7/10 (PS) |

## Tomb Raider: The Lost Artifact
Tomb Raider:The Lost Artifact werd op 1 juni 2000 uitgegeven voor pc en is een vervolg op Tomb Raider III. Het bevat vijf nieuwe levels die direct aansluiten op de gebeurtenissen in deel drie. Lara zoekt het vijfde artefact, de Hand van Rathmore, dat de sleutel schijnt te zijn waarmee het geheim van de kracht van de meteoor onthuld kan worden.